# ГЭС Барири
ГЭС Барири (порт. Barragem Bariri) — гидроэлектростанция в муниципалитете Барири Бразилии с установленной мощностью 136,8 МВт, расположена на притоке Параны реке Тиете.

## Общие характеристики
Основные сооружения ГЭС включают в себя:
- комбинированную каменно-насыпную и гравитационную плотину общей длиной 856,25 м;
- водосбросная часть плотины общей пропускной способностью 4562 м³/сек;
- машинный зал с генераторами 2 × 41,4 и 1 × 47,7 МВт;
- однониточный шлюз с камерой 142×12×3,5 м.

Плотина ГЭС сформировала водохранилище, которое на отметке 427,5 м НУМ имеет площадь 63 км2. Допускается сработка водоема до 426,5 м, полный объём водохранилища — 0,607 км³.